# Monument van de Onafhankelijkheidsoorlog

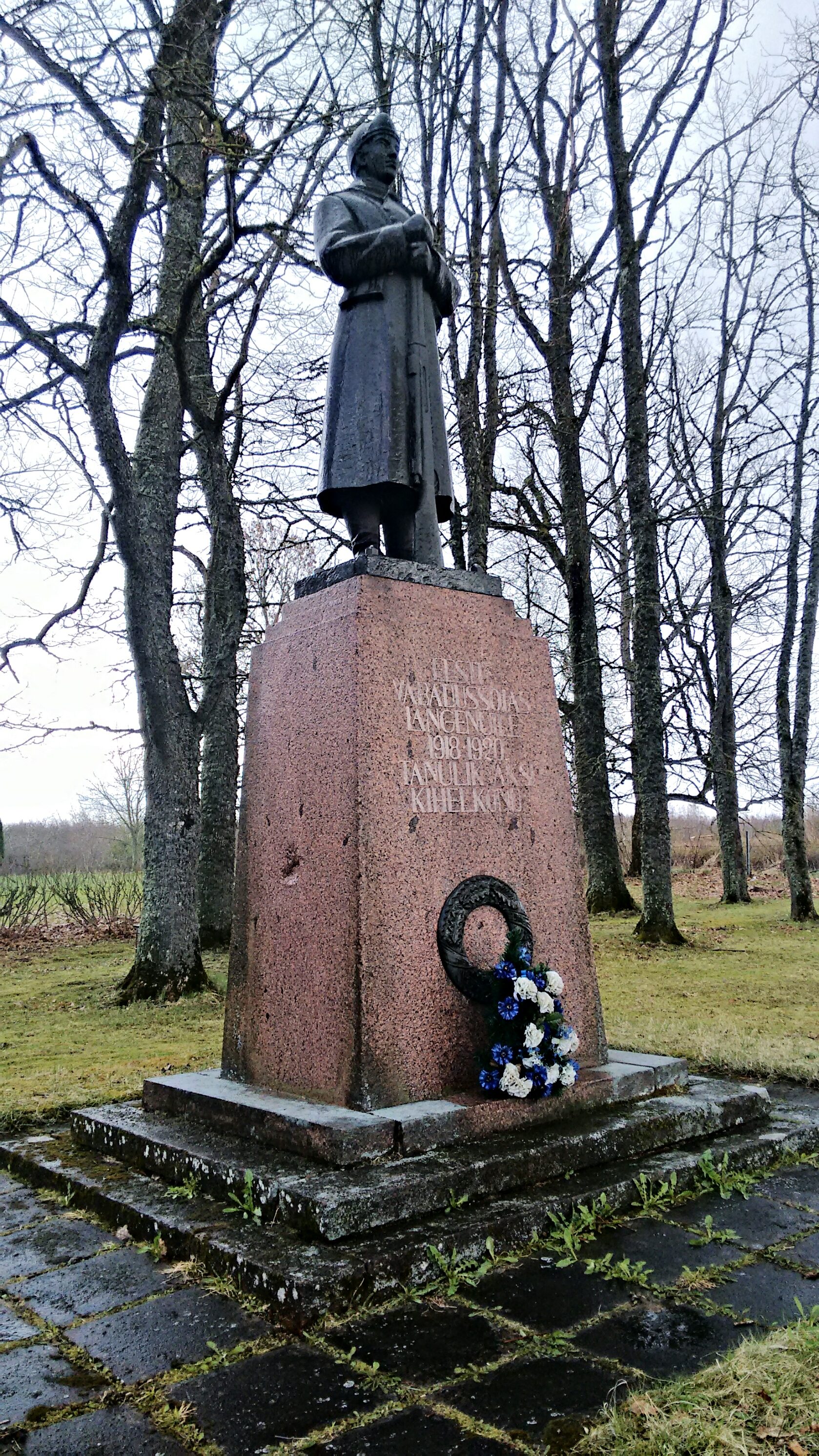
Monument van de Onafhankelijkheidsoorlog, Voldi

Het Monument van de Onafhankelijkheidsoorlog (Estisch: Vabadussõja mälestussammas) in het Estse dorpje Voldi gedenkt de slachtoffers van de Estse vrijheidsoorlog (1918-1920) uit de kerspel Äksi. Het monument bevindt zich in de gemeente Tartu vald, op de kruising van de autowegen Äksi-Kukulinna en Tartu-Jogeva-Aravete.

## Geschiedenis
Op 28 juni 1925 werd het monument voor de slachtoffers uit de kerspel Äksi opgericht. In 1945 werd de soldatenfiguur echter gesloopt. Pas na het herstel van de soevereiniteit van Estland van de Russische overheersing werd op 27 augustus 1989 het monument hersteld. Hiervoor werd een replica van het beeld gemaakt.

## Beschrijving
Vanuit elk van de twee wegen leidt een betegeld pad over een gazon naar het monument. Via vier treden in elk pad wordt een betegeld plateau bereikt. In het midden bevindt zich een sokkel met drie treden waarop een granieten zuil staat, die van boven eveneens uitloopt in drie treden. Bovenop de sokkel staat een eenvoudige, geüniformeerde bronzen soldaat die een geweer vasthoudt en op wacht staat.
Aan de voorzijde van de kolom is een bronzen eikenkrans aangebracht met daarboven in reliëf een tekst met de periode van de Onafhankelijkheidsoorlog en een verwijzing naar de plaats:

Eesti 

Vabadussõjas 

Langenuile 

1918–1920 

Tänulik Äksi 

Kihelkond 

Achterop de sokkel staat de tekst:

Surite, et 

võiksime elada 

Hieronder staan de namen van 34 slachtoffers.
De vertaling luidt: In de Estse / Onafhankelijkheidsoorlog / Omgekomen / 1918-1920 / Kerspel Äksi En achterop: Overleven opdat we kunnen leven.
Het monument is ontworpen door V. Melnik. De sokkel en de teksten zijn gemaakt door M. Pärn uit Tartu. De soldatensculptuur is gemaakt door Airike Taniloo-Bogatkin. Het beeld en de bronzen medaillons werden gegoten bij de firma AS Tegur.